# Medvés
Medvés (szlovákul: Medveďov) Feketebalog településrésze Szlovákiában, a Besztercebányai kerületben, a Breznóbányai járásban.

## Fekvése
Breznóbányától 6 km-re délre, Feketebalog központjától 3 km-re nyugatra fekszik.

## Története
A 18. század végén Vályi András így ír róla: „MEDVED. Tót falu Zólyom Várm. földes Ura a’ Bányászi Kamara, lakosai katolikusok, fekszik Hroneczhez nem meszsze, és annak filiája, határja is hozzá hasonlító.”
Fényes Elek 1851-ben kiadott geográfiai szótárában így ír a faluról: „Medvéd, tót falu, Zólyom vmegyében, 190 kath. lak. F. u. a kamara.”
A trianoni diktátumig Zólyom vármegye Breznóbányai járásához tartozott.

## Külső hivatkozások
- Medvés a térképen

## Lásd még
- Feketebalog
- Dobrocs
- Karám
- Pusztás
- Vidrás
- Zólyomjánosi